# Melalgus gracilipes
Melalgus gracilipes är en skalbaggsart som först beskrevs av Blanchard 1843.  Melalgus gracilipes ingår i släktet Melalgus och familjen kapuschongbaggar. Inga underarter finns listade i Catalogue of Life.